# Microcephalops floridae
Microcephalops floridae är en tvåvingeart som beskrevs av De Meyer 1990. Microcephalops floridae ingår i släktet Microcephalops och familjen ögonflugor.
Artens utbredningsområde är Florida. Inga underarter finns listade i Catalogue of Life.